# Tullamore Dew
Tullamore Dew är en irländsk whiskey som började framställas 1829 i staden Tullamore i countyt Offaly i Irland. Namnet "dew" kan härledas till en av de första ägarna till destilleriet, Daniel E. Williams, förkortat "D. E. W." Idag ägs varumärket av företaget C&C Group.

## Galleri

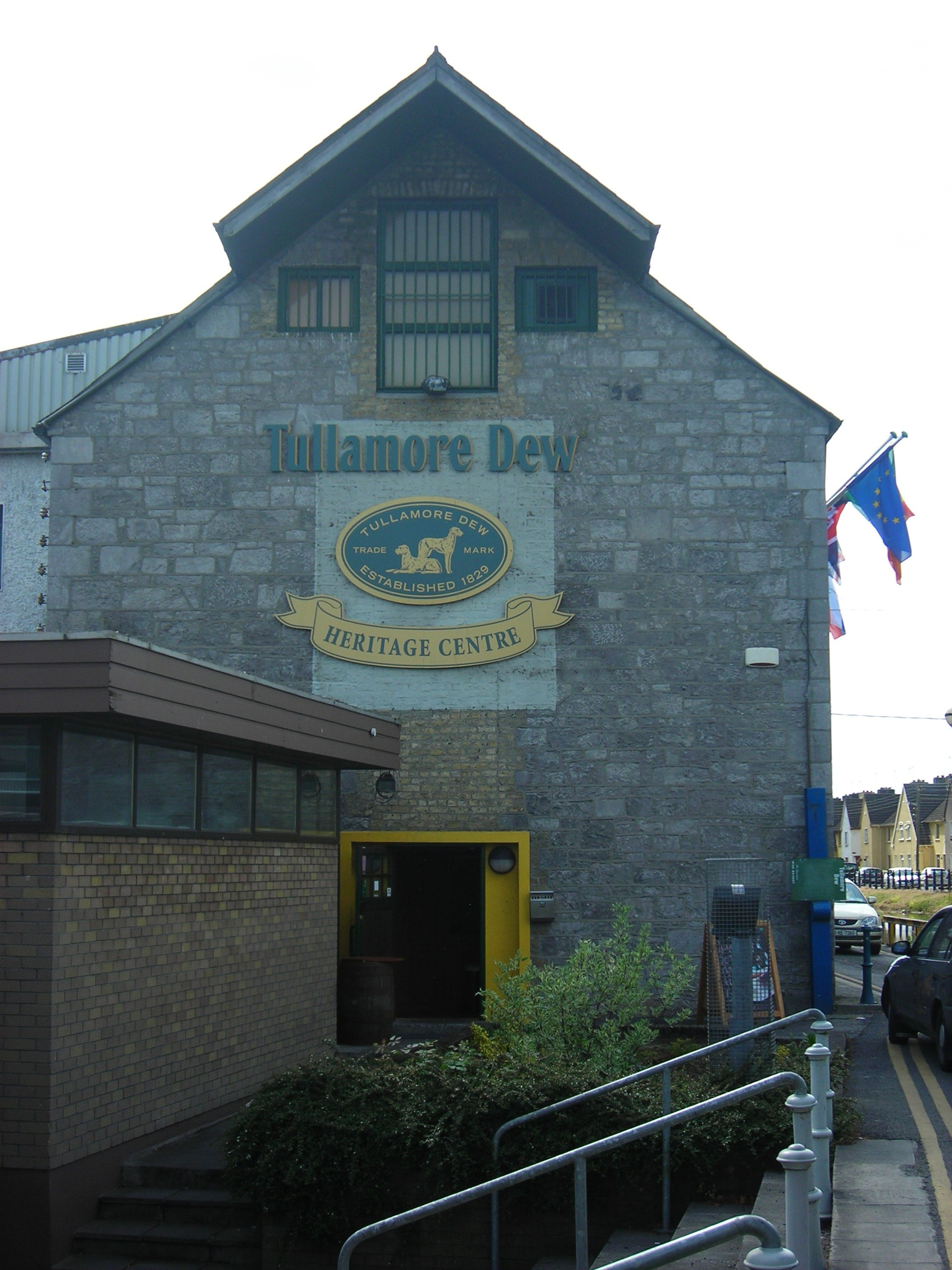
Tullamore Dew museum och pub.
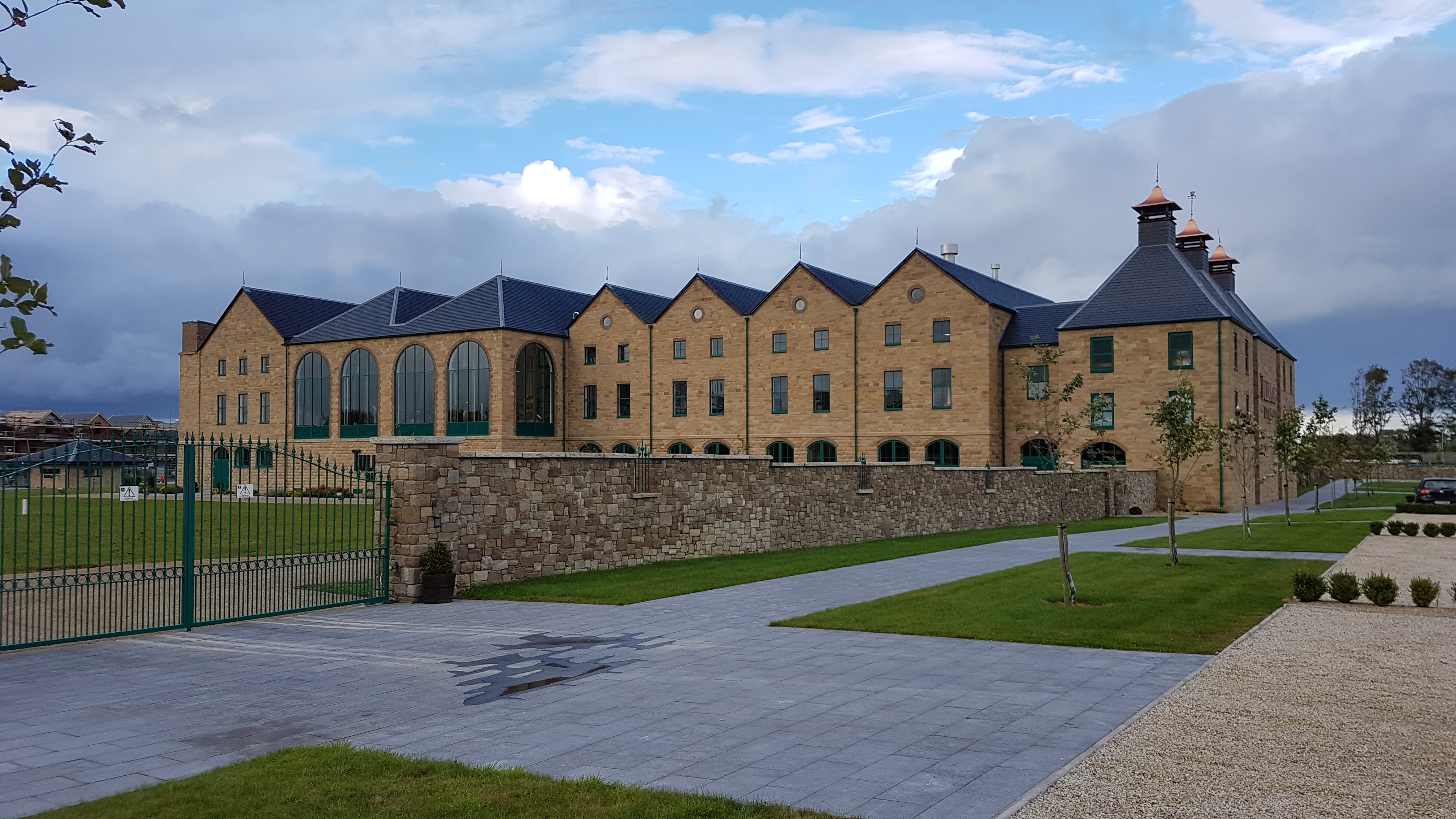
Tullamore New Distillery.